# Guus Til
Guus Til, né le 22 décembre 1997 à Samfya en Zambie, est un footballeur international néerlandais qui évolue au poste de milieu au PSV Eindhoven.

## Biographie

### Carrière en club

#### AZ Alkmaar
Formé à l'AZ Alkmaar, Guus Til y fait ses débuts en équipe professionnelle le 4 août 2016 lors d'un match de qualification de la Ligue Europa face au PAS Gianinna en remplaçant Joris van Overeem.
Guus Til évolue parallèlement avec l'équipe réserve de l'AZ Alkmaar, le Jong AZ (en). Jouant en troisième division néerlandaise (Tweede Divisie), Guus Til remporte le championnat 2016-17 avec le Jong AZ, qui monte donc en deuxième division (Eerste Divisie).
Il obtient lors de la saison suivante plus de temps de jeu avec l'équipe A en Eredivisie et y gagne une place de titulaire. Il arrivera avec Alkmaar à la troisième place de l'Eredivisie et jouera la finale perdue en Coupe des Pays-Bas face au Feyenoord Rotterdam (0-3).
Ses performances et le départ de l'ancien capitaine Woug Weghorst pousseront l'entraîneur John van den Brom à le nommer capitaine de l'AZ Alkmaar pour la saison 2018-19. Âgé seulement de 20 ans, Guus Til dispute son premier match en tant que capitaine d'Alkmaar le 26 juillet 2018 face au Kairat Almaty.

#### Spartak Moscou
Guus Til rejoint en août 2019 le Spartak Moscou. Il y récupère le numéro 8, jusqu'alors porté par l'ancien capitaine Denis Glouchakov, qui avait rejoint en juillet l'Akhmat Grozny.

### En sélection
Guus Til est à plusieurs reprises sélectionné en équipe des Pays-Bas espoirs. Il marque son premier but en espoirs face à l'équipe d'Andorre espoirs le 10 novembre 2017, contribuant ainsi à la plus large victoire de l'histoire de l'équipe (8-0). Il marque son second but avec les espoirs le 29 mai 2018, face au Paraguay. A quatre reprises, il officie comme capitaine de l'équipe espoirs.
Le 23 mars 2018, il est pour la première fois sur le banc de touche de l'équipe A lors d'une rencontre amicale face à l'Angleterre (défaite 0-1). Il joue son premier match en équipe nationale A trois jours plus tard, lorsque Ronald Koeman le fait entrer en jeu lors d'un match amical face au Portugal (victoire 3-0).

## Palmarès
PSV Eindhoven
- Eredivisie (2) :
  - Vainqueur : 2024 et 2025

- Supercoupe des Pays-Bas (1) :
  - Vainqueur : 2022

- Coupe des Pays-Bas (1) :
  - Vainqueur : 2023